# Yandu
För den historiska huvudstaden utanför Peking; se Yandu (Yan).
Yandu är ett stadsdistrikt i Yancheng i Jiangsu-provinsen i östra Kina.

## Historia
Yandu kan spåra sina rötter till Yancheng härad , som grundades år 119 f.Kr. under Handynastin.
När Yancheng ombildades till stad 1983 blev nuvarande Yandu förortsområde och 1996 blev Yandu ombildat till Yandu härad (kinesiska: 盐都县?, pinyin: Yándū xiàn). Det nya namnet anspelade på det namn Yancheng härad hade ända fram till år 411: Yandu (kinesiska: 盐渎县?, pinyin: Yándú xiàn). I mars 2004 ombildades Yandu härad till ett stadsdistrikt i Yancheng.